# OHL 2003/04
Die OHL-Saison 2003/04 war die 24. Spielzeit der Ontario Hockey League. Die reguläre Saison begann am 17. September 2003 und endete am 14. März 2004. Die Play-offs starteten am 18. März 2004 und endeten mit dem zweiten J.-Ross-Robertson-Cup-Gewinn der Guelph Storm am 5. Mai 2004, die sich im OHL-Finale gegen die Mississauga IceDogs durchsetzten.

## Reguläre Saison

### Abschlussplatzierungen
Abkürzungen: GP = Spiele, W = Siege, L = Niederlagen, T = Unentschieden, OTL = Niederlage nach Overtime, GF = Erzielte Tore, GA = Gegentore, Pts = Punkte

Erläuterungen:       = Play-off-Qualifikation,       = Division-Sieger,       = Conference-Sieger,       = Hamilton-Spectator-Trophy-Gewinner

#### Eastern Conference
| East Division       | GP | W  | L  | T | OTL | GF  | GA  | Pts |
| ------------------- | -- | -- | -- | - | --- | --- | --- | --- |
| Ottawa 67’s         | 68 | 29 | 26 | 9 | 4   | 238 | 220 | 71  |
| Kingston Frontenacs | 68 | 30 | 28 | 7 | 3   | 210 | 221 | 70  |
| Oshawa Generals     | 68 | 30 | 29 | 8 | 1   | 188 | 206 | 69  |
| Peterborough Petes  | 68 | 22 | 40 | 3 | 3   | 191 | 244 | 50  |
| Belleville Bulls    | 68 | 15 | 48 | 3 | 2   | 173 | 289 | 35  |

| Central Division             | GP | W  | L  | T  | OTL | GF  | GA  | Pts |
| ---------------------------- | -- | -- | -- | -- | --- | --- | --- | --- |
| Toronto St. Michael’s Majors | 68 | 38 | 21 | 7  | 2   | 210 | 187 | 85  |
| Mississauga IceDogs          | 68 | 36 | 21 | 7  | 4   | 217 | 199 | 83  |
| Barrie Colts                 | 68 | 31 | 21 | 12 | 4   | 196 | 171 | 78  |
| Brampton Battalion           | 68 | 25 | 32 | 9  | 2   | 180 | 221 | 61  |
| Sudbury Wolves               | 68 | 25 | 32 | 6  | 5   | 185 | 220 | 61  |

#### Western Conference
| Midwest Division  | GP | W  | L  | T | OTL | GF  | GA  | Pts |
| ----------------- | -- | -- | -- | - | --- | --- | --- | --- |
| London Knights    | 68 | 53 | 11 | 2 | 2   | 300 | 147 | 110 |
| Guelph Storm      | 68 | 49 | 14 | 5 | 0   | 276 | 182 | 103 |
| Kitchener Rangers | 68 | 34 | 26 | 6 | 2   | 254 | 235 | 76  |
| Owen Sound Attack | 68 | 30 | 27 | 7 | 4   | 202 | 210 | 71  |
| Erie Otters       | 68 | 29 | 26 | 6 | 7   | 221 | 212 | 71  |

| West Division               | GP | W  | L  | T | OTL | GF  | GA  | Pts |
| --------------------------- | -- | -- | -- | - | --- | --- | --- | --- |
| Sarnia Sting                | 68 | 37 | 23 | 4 | 4   | 220 | 210 | 82  |
| Plymouth Whalers            | 68 | 32 | 24 | 9 | 3   | 220 | 204 | 76  |
| Windsor Spitfires           | 68 | 27 | 30 | 3 | 8   | 201 | 219 | 65  |
| Sault Ste. Marie Greyhounds | 68 | 30 | 34 | 3 | 1   | 196 | 223 | 64  |
| Saginaw Spirit              | 68 | 16 | 45 | 3 | 4   | 161 | 228 | 39  |

### Beste Scorer
Abkürzungen: GP = Spiele, G = Tore, A = Assists, Pts = Punkte, PIM = Strafminuten; Fett: Saisonbestwert
| Spieler            | Team                | GP | G  | A  | Pts | PIM |
| ------------------ | ------------------- | -- | -- | -- | --- | --- |
| Corey Locke        | Ottawa 67’s         | 65 | 51 | 47 | 118 | 28  |
| Corey Perry        | London Knights      | 66 | 40 | 73 | 113 | 30  |
| Martin St. Pierre  | Guelph Storm        | 68 | 45 | 65 | 110 | 32  |
| Eric Himelfarb     | Kingston Frontenacs | 67 | 37 | 70 | 107 | 34  |
| Dan Sisca          | Sarnia Sting        | 67 | 34 | 66 | 100 | 26  |
| Rob Hisey          | Erie Otters         | 63 | 38 | 58 | 96  | 30  |
| Mike Richards      | Kitchener Rangers   | 58 | 36 | 53 | 89  | 44  |
| Scott Sheppard     | London Knights      | 68 | 29 | 59 | 88  | 24  |
| Patrick O’Sullivan | Mississauga IceDogs | 53 | 43 | 39 | 82  | 14  |
| John Mitchell      | Plymouth Whalers    | 65 | 28 | 54 | 82  | 8   |

### Beste Torhüter
Abkürzungen: GP = Spiele, TOI = Eiszeit (in Minuten), W = Siege, L = Niederlagen, OTL = Overtime-Niederlagen, T = Unentschieden, GA = Gegentore, SO = Shutouts, Sv% = gehaltene Schüsse (in %), GAA = Gegentorschnitt
| Spieler          | Team           | GP | TOI  | W  | L  | OTL | T  | GA  | SO | Sv%  | GAA  |
| ---------------- | -------------- | -- | ---- | -- | -- | --- | -- | --- | -- | ---- | ---- |
| Gerald Coleman   | London Knights | 33 | 1851 | 24 | 6  | 2   | 0  | 68  | 5  | 93,1 | 2,20 |
| Ryan MacDonald   | London Knights | 38 | 2185 | 28 | 5  | 0   | 2  | 75  | 2  | 92,8 | 2,06 |
| Paulo Colaiacovo | Barrie Colts   | 58 | 3356 | 24 | 17 | 4   | 12 | 131 | 4  | 92,4 | 2,34 |

## Play-offs

### Play-off-Baum
|  | Conference-Viertelfinale | Conference-Viertelfinale     | Conference-Viertelfinale |                     |                              | Conference-Halbfinale | Conference-Halbfinale | Conference-Halbfinale |  |  | Conference-Finale | Conference-Finale | Conference-Finale |  |  | OHL-Meisterschaft | OHL-Meisterschaft | OHL-Meisterschaft |
|  |                          |                              |                          |                     |                              |                       |                       |                       |  |  |                   |                   |                   |  |  |                   |                   |                   |
|  | E1                       | Toronto St. Michael’s Majors | 4                        |                     |                              |                       |                       |                       |  |  |                   |                   |                   |  |  |                   |                   |                   |
|  | E8                       | Sudbury Wolves               | 3                        |                     |                              |                       |                       |                       |  |  |                   |                   |                   |  |  |                   |                   |                   |
|  | E8                       | Sudbury Wolves               | 3                        | E1                  | Toronto St. Michael’s Majors | 4                     |                       |                       |  |  |                   |                   |                   |  |  |                   |                   |                   |
|  |                          |                              |                          | E1                  | Toronto St. Michael’s Majors | 4                     |                       |                       |  |  |                   |                   |                   |  |  |                   |                   |                   |
|  |                          |                              | E7                       | Brampton Battalion  | 1                            |                       |                       |                       |  |  |                   |                   |                   |  |  |                   |                   |                   |
|  | E2                       | Ottawa 67’s                  | E7                       | Brampton Battalion  | 1                            | 3                     |                       |                       |  |  |                   |                   |                   |  |  |                   |                   |                   |
|  | E2                       | Ottawa 67’s                  |                          |                     |                              | 3                     |                       |                       |  |  |                   |                   |                   |  |  |                   |                   |                   |
|  | E7                       | Brampton Battalion           | 4                        |                     |                              |                       |                       |                       |  |  |                   |                   |                   |  |  |                   |                   |                   |
|  | E7                       | Brampton Battalion           | 4                        | E1                  | Toronto St. Michael’s Majors | 2                     |                       |                       |  |  |                   |                   |                   |  |  |                   |                   |                   |
|  |                          |                              |                          | E1                  | Toronto St. Michael’s Majors | 2                     | Eastern Conference    |                       |  |  |                   |                   |                   |  |  |                   |                   |                   |
|  |                          | E3                           | Mississauga IceDogs      | 4                   |                              |                       |                       |                       |  |  |                   |                   |                   |  |  |                   |                   |                   |
|  | E4                       | E3                           | Mississauga IceDogs      | 4                   | Barrie Colts                 | 4                     |                       |                       |  |  |                   |                   |                   |  |  |                   |                   |                   |
|  | E4                       |                              |                          |                     | Barrie Colts                 | 4                     |                       |                       |  |  |                   |                   |                   |  |  |                   |                   |                   |
|  | E5                       | Kingston Frontenacs          | 1                        |                     |                              |                       |                       |                       |  |  |                   |                   |                   |  |  |                   |                   |                   |
|  | E5                       | Kingston Frontenacs          | 1                        | E4                  | Barrie Colts                 | 3                     |                       |                       |  |  |                   |                   |                   |  |  |                   |                   |                   |
|  |                          |                              |                          | E4                  | Barrie Colts                 | 3                     |                       |                       |  |  |                   |                   |                   |  |  |                   |                   |                   |
|  |                          |                              | E3                       | Mississauga IceDogs | 4                            |                       |                       |                       |  |  |                   |                   |                   |  |  |                   |                   |                   |
|  | E3                       | Mississauga IceDogs          | E3                       | Mississauga IceDogs | 4                            | 4                     |                       |                       |  |  |                   |                   |                   |  |  |                   |                   |                   |
|  | E3                       | Mississauga IceDogs          |                          |                     |                              |                       |                       |                       |  |  |                   |                   |                   |  |  |                   |                   |                   |
|  | E6                       | Oshawa Generals              | 3                        |                     |                              |                       |                       |                       |  |  |                   |                   |                   |  |  |                   |                   |                   |
|  | E6                       | Oshawa Generals              | 3                        | E3                  | Mississauga IceDogs          | 0                     |                       |                       |  |  |                   |                   |                   |  |  |                   |                   |                   |
|  |                          |                              |                          |                     |                              |                       |                       |                       |  |  |                   |                   |                   |  |  |                   |                   |                   |
|  |                          | W3                           | Guelph Storm             | 4                   |                              |                       |                       |                       |  |  |                   |                   |                   |  |  |                   |                   |                   |
|  | W1                       | W3                           | Guelph Storm             | 4                   | London Knights               | 4                     |                       |                       |  |  |                   |                   |                   |  |  |                   |                   |                   |
|  | W1                       |                              |                          |                     | London Knights               | 4                     |                       |                       |  |  |                   |                   |                   |  |  |                   |                   |                   |
|  | W8                       | Windsor Spitfires            | 0                        |                     |                              |                       |                       |                       |  |  |                   |                   |                   |  |  |                   |                   |                   |
|  | W8                       | Windsor Spitfires            | 0                        | W1                  | London Knights               | 4                     |                       |                       |  |  |                   |                   |                   |  |  |                   |                   |                   |
|  |                          |                              |                          | W1                  | London Knights               | 4                     |                       |                       |  |  |                   |                   |                   |  |  |                   |                   |                   |
|  |                          |                              | W7                       | Erie Otters         | 0                            |                       |                       |                       |  |  |                   |                   |                   |  |  |                   |                   |                   |
|  | W2                       | Sarnia Sting                 | W7                       | Erie Otters         | 0                            | 1                     |                       |                       |  |  |                   |                   |                   |  |  |                   |                   |                   |
|  | W2                       | Sarnia Sting                 |                          |                     |                              | 1                     |                       |                       |  |  |                   |                   |                   |  |  |                   |                   |                   |
|  | W7                       | Erie Otters                  | 4                        |                     |                              |                       |                       |                       |  |  |                   |                   |                   |  |  |                   |                   |                   |
|  | W7                       | Erie Otters                  | 4                        | W1                  | London Knights               | 3                     |                       |                       |  |  |                   |                   |                   |  |  |                   |                   |                   |
|  |                          |                              |                          | W1                  | London Knights               | 3                     | Western Conference    |                       |  |  |                   |                   |                   |  |  |                   |                   |                   |
|  |                          | W3                           | Guelph Storm             | 4                   |                              |                       |                       |                       |  |  |                   |                   |                   |  |  |                   |                   |                   |
|  | W4                       | W3                           | Guelph Storm             | 4                   | Kitchener Rangers            | 1                     |                       |                       |  |  |                   |                   |                   |  |  |                   |                   |                   |
|  | W4                       |                              |                          |                     |                              |                       |                       |                       |  |  |                   |                   |                   |  |  |                   |                   |                   |
|  | W5                       | Plymouth Whalers             | 4                        |                     |                              |                       |                       |                       |  |  |                   |                   |                   |  |  |                   |                   |                   |
|  | W5                       | Plymouth Whalers             | 4                        | W5                  | Plymouth Whalers             | 0                     |                       |                       |  |  |                   |                   |                   |  |  |                   |                   |                   |
|  |                          |                              |                          | W5                  | Plymouth Whalers             | 0                     |                       |                       |  |  |                   |                   |                   |  |  |                   |                   |                   |
|  |                          |                              | W3                       | Guelph Storm        | 4                            |                       |                       |                       |  |  |                   |                   |                   |  |  |                   |                   |                   |
|  | W3                       | Guelph Storm                 | W3                       | Guelph Storm        | 4                            | 4                     |                       |                       |  |  |                   |                   |                   |  |  |                   |                   |                   |
|  | W3                       | Guelph Storm                 |                          |                     |                              |                       |                       |                       |  |  |                   |                   |                   |  |  |                   |                   |                   |
|  | W6                       | Owen Sound Attack            | 3                        |                     |                              |                       |                       |                       |  |  |                   |                   |                   |  |  |                   |                   |                   |

### J.-Ross-Robertson-Cup-Sieger
| J.-Ross-Robertson-Cup-Sieger Guelph Storm | Torhüter: Adam Dennis, Danny Taylor Verteidiger: George Bradley, Ryan Card, Daniel Girardi, Kevin Klein, Mick Okrzesik, Ryan Parent, Niko Tuomi Angreifer: Ryan Callahan, Todd Cooper, Shane Hart, Cam Janssen, Ryan Kitchen, Jakub Koreis, Mike McLean, Daniel Paille, Matt Ryan, Kyle Spurr, Martin St. Pierre, Brett Turdell, Mark Versteeg-Lytwyn, Steve Zmudczynski Cheftrainer: Shawn Camp General Manager: |

### Beste Scorer
Abkürzungen: GP = Spiele, G = Tore, A = Assists, Pts = Punkte, PIM = Strafminuten; Fett: Saisonbestwert
| Spieler            | Team                | GP | G  | A  | Pts | PIM |
| ------------------ | ------------------- | -- | -- | -- | --- | --- |
| Martin St. Pierre  | Guelph Storm        | 22 | 8  | 27 | 35  | 20  |
| Patrick O’Sullivan | Mississauga IceDogs | 24 | 12 | 11 | 23  | 16  |
| Corey Perry        | London Knights      | 15 | 7  | 15 | 22  | 20  |
| Ryan Callahan      | Guelph Storm        | 22 | 13 | 8  | 21  | 20  |
| Kevin Klein        | Guelph Storm        | 22 | 10 | 11 | 21  | 12  |
| Brett Trudell      | Guelph Storm        | 22 | 13 | 7  | 20  | 18  |
| Brandon Prust      | London Knights      | 15 | 7  | 13 | 20  | 33  |
| Matt Ryan          | Guelph Storm        | 22 | 8  | 11 | 19  | 24  |
| Daniel Girardi     | Guelph Storm        | 22 | 2  | 17 | 19  | 10  |

### Beste Torhüter
Abkürzungen: GP = Spiele, TOI = Eiszeit (in Minuten), W = Siege, L = Niederlagen, OTL = Overtime/Shootout-Niederlagen, GA = Gegentore, SO = Shutouts, Sv% = gehaltene Schüsse (in %), GAA = Gegentorschnitt
| Spieler        | Team                         | GP | TOI  | W  | L  | GA | SO | Sv%  | GAA  |
| -------------- | ---------------------------- | -- | ---- | -- | -- | -- | -- | ---- | ---- |
| David Shantz   | Mississauga IceDogs          | 24 | 1448 | 12 | 10 | 49 | 5  | 93,3 | 2,03 |
| Ryan MacDonald | London Knights               | 9  | 475  | 6  | 2  | 18 | 0  | 93,0 | 2,27 |
| Dan Turple     | Oshawa Generals              | 7  | 442  | 3  | 4  | 19 | 1  | 92,2 | 2,58 |
| Justin Peters  | Toronto St. Michael’s Majors | 18 | 1109 | 10 | 6  | 37 | 4  | 92,2 | 2,00 |

## Auszeichnungen

### All-Star-Teams
| First All-Star-Team |                                           |
| Angriff:            | Wojtek Wolski – Corey Locke – Corey Perry |
| Verteidigung:       | Dennis Wideman – James Wisniewski         |
| Tor:                | Paulo Colaiacovo                          |
| Trainer:            | Dale Hunter                               |

| Second All-Star-Team |                                             |
| Angriff:             | Scott Dobben – Jeff Carter – Štefan Ružička |
| Verteidigung:        | André Benoit – Jeremy Swanson               |
| Tor:                 | Patrick Ehelechner                          |
| Trainer:             | Greg Gilbert                                |

| Third All-Star-Team |                                                 |
| Angriff:            | Dylan Hunter – Martin St. Pierre – Dave Bolland |
| Verteidigung:       | Chris Campoli – Kevin Klein                     |
| Tor:                | David Shantz                                    |
| Trainer:            | Shawn Camp                                      |

### All-Rookie-Teams
| First All-Rookie-Team |                                             |
| Angriff:              | Liam Reddox – Bryan Little – Štefan Ružička |
| Verteidigung:         | Marc Staal – Boris Valábik                  |
| Tor:                  | David Shantz                                |

| Second All-Rookie-Team |                                          |
| Angriff:               | Václav Meidl – Daniel Ryder – Bobby Ryan |
| Verteidigung:          | Matt Lashoff – Adam Abraham              |
| Tor:                   | Patrick Ehelechner                       |

### Vergebene Trophäen
| Auszeichnung                 | Auszeichnung                  | Team                         |
| ---------------------------- | ----------------------------- | ---------------------------- |
| J. Ross Robertson Cup        | J. Ross Robertson Cup         | Guelph Storm                 |
| Hamilton Spectator Trophy    | Hamilton Spectator Trophy     | London Knights               |
| Bobby Orr Trophy             | Bobby Orr Trophy              | Mississauga IceDogs          |
| Wayne Gretzky Trophy         | Wayne Gretzky Trophy          | Guelph Storm                 |
| Emms Trophy                  | Emms Trophy                   | Toronto St. Michael’s Majors |
| Leyden Trophy                | Leyden Trophy                 | Ottawa 67’s                  |
| Holody Trophy                | Holody Trophy                 | London Knights               |
| Bumbacco Trophy              | Bumbacco Trophy               | Sarnia Sting                 |
| Auszeichnung                 | Spieler                       | Team                         |
| Red Tilson Trophy            | Corey Locke                   | Ottawa 67’s                  |
| Eddie Powers Memorial Trophy | Corey Locke                   | Ottawa 67’s                  |
| Matt Leyden Trophy           | Dale Hunter                   | London Knights               |
| Jim Mahon Memorial Trophy    | Corey Perry                   | London Knights               |
| Max Kaminsky Trophy          | James Wisniewski              | Plymouth Whalers             |
| OHL Goaltender of the Year   | Paulo Colaiacovo              | Barrie Colts                 |
| Jack Ferguson Award          | John Hughes                   | Belleville Bulls             |
| Dave Pinkney Trophy          | Gerald Coleman Ryan MacDonald | London Knights               |
| OHL Executive of the Year    | Mark Hunter                   | London Knights               |
| Emms Family Award            | Bryan Little                  | Barrie Colts                 |
| F. W. „Dinty“ Moore Trophy   | Ryan MacDonald                | London Knights               |
| Dan Snyder Memorial Trophy   | Chris Campoli                 | Erie Otters                  |
| William Hanley Trophy        | André Benoit                  | Kitchener Rangers            |
| Leo Lalonde Memorial Trophy  | Martin St. Pierre             | Guelph Storm                 |
| Bobby Smith Trophy           | Scott Lehman                  | Toronto St. Michael’s Majors |
| Wayne Gretzky 99 Award       | Martin St. Pierre             | Guelph Storm                 |